# Pisia

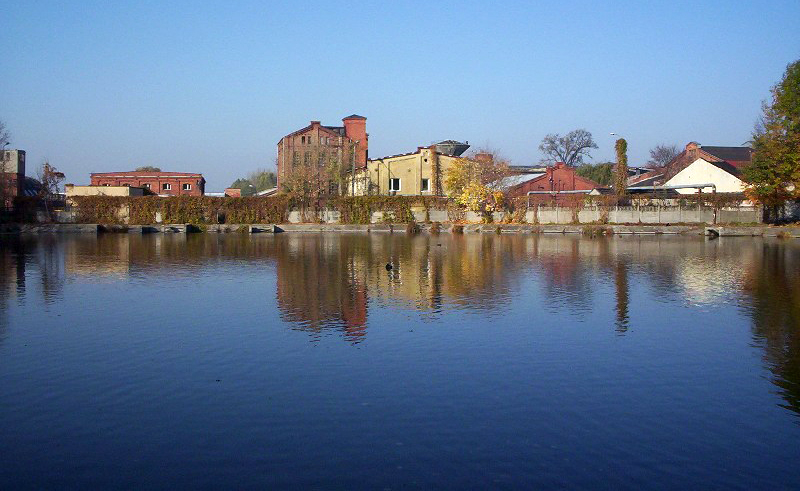
Staw na Bielniku w Żyrardowie

Pisia – rzeka w Polsce, w województwie mazowieckim na Równinie Łowicko-Błońskiej, prawy dopływ Bzury (uchodzi w Sochaczewie). Długość rzeki wynosi 58,5 km, a powierzchnia zlewni 501,4 km².
Pisia powstaje z połączenia dwóch rzek: większej Pisi Gągoliny (dawniej zwanej Radziejówką) i mniejszej Pisi Tucznej. Obie mają źródła na Wysoczyźnie Rawskiej na południowy wschód od miasta Mszczonów i łączą się na południe od wsi Kaski.

## Bieg
Rzeka w górnym biegu jest stosunkowo płytkim (0,2–0,7 m) ciekiem o charakterze naturalnym, zmiennej szerokości, miejscami meandrującym. Jej zlewnię budują głównie piaski i żwiry licznych stożków napływowych, tworzących równiny aluwialne z wykształconymi glebami lekkimi i łatwo przepuszczalnymi. Zlewnia rzeki charakteryzuje się wyraźnym trójdzielnym podziałem geomorfologicznym. Jej górną część do linii Chroboty – Grzybek tworzy płaszczyzna morenowa, środkową część zlewni do linii Wiskitki – Baranów–Izdebno zajmują równiny aluwialne ze strefami wielkich stożków napływowych oraz płaskie pokrywy aluwialne. Całą zlewnię rzeki wypełniają osady czwartorzędowe, wśród których wyróżnia się utwory zlodowacenia południowopolskiego (gliny zwałowe, miejscami iły warwowe), środkowopolskiego (piaski, żwiry, mady rzeczne, mułki) oraz przedzielających je osadów interglacjalnych.
Pisia Gągolina jest od dawna zagospodarowana przez człowieka, wzdłuż jej biegu zbudowane są liczne sztuczne spiętrzenia i towarzyszące im zbiorniki wodne. Ich podstawową funkcją jest retencjonowanie wody w okresie zwiększonego przepływu oraz alimentowanie rzeki w okresie trwania niskich stanów. Wyrównują one także przepływy rzeki poniżej miasta Żyrardowa. Najważniejsze z nich to m.in. stawy w Grzegorzewicach i Radziejowicach oraz Hamernia i Zalew Żyrardowski. Łączna powierzchnia lustra wody zbiorników wynosi około 120 hektarów, zaś całkowita powierzchnia zlewni obliczona na podstawie „Podziału hydrograficznego Polski” (IMGW) zajmuje obszar 501,4 km². 
Pisia Tuczna przed 1945 rokiem posiadała dobrze rozbudowany system retencyjny, który tworzyło 8 zalewów (przy zespole parkowo dworskim w Grzmiącej, młynie w Grzymku, młynie we wsi Dobiegała, młynie we wsi Kuklówka, młynie we wsi Makówka, we wsi Budy-Grzybek, młynie w Marunie i przy młynie w Kołaczku). W okresie PRLu stopniowo niszczono drobną prywatną retencję. W chwili obecnej istnieje tylko zalew w Kołaczku i odbudowany na przełomie lat 70 i 80 XX wieku zalew w Grzymku. Ten ostatni odbudowano jako miejsce rekreacji dla byłego przedsiębiorstwa SPEC obecnie Dalkia.

## Długość
- 44,8 km – Pisia Gągolina
- 13,7 km – Pisia Tuczna
- 58,5 km – Pisia po połączeniu się rzek

## Miejscowości nad Pisią
- Grzegorzewice (Pisia Gągolina)
- Radziejowice (Pisia Gągolina)
- Tartak Brzózki (Pisia Gągolina)
- Korytów (Pisia Gągolina)
- Żyrardów (Pisia Gągolina)
- Wiskitki (Pisia Gągolina)
- Skuły (Pisia Tuczna)
- Grzymek (Pisia Tuczna)
- Kuklówka (Pisia Tuczna)
- Jaktorów (Pisia Tuczna)
- Gole (Pisia Tuczna)
- Nowa Pułapina (Pisia Tuczna)
- Kaski (połączenie Pisi Tucznej i Pisi Gągoliny)
- Szymanów (Pisia)
- Sochaczew (Pisia)

## Dopływy
Pisia Gągolina:
- (L) Okrzesza
- (P) Wierzbianka

Pisia Tuczna:
- (P) Karczunek
- (P) Wężyk
- (P) Basinka